# سيلفستر مارش
سيلفستر مارش (بالإنجليزية: Sylvester Marsh)‏ هو مخترِع ومهندس أمريكي، ولد في 30 سبتمبر 1803، وتوفي في 30 ديسمبر 1884 في كونكورد في الولايات المتحدة بسبب ذات الرئة.